# Franz Schönthaler
Franz Schönthaler (Neusiedl bei Pernitz, Donja Austrija, 22. siječnja 1821. – Gutenstein, 26. prosinca 1904.), austrijski kipar promoviran u c. i kr. dvorskoga kipara i dekoratora. Bio je nositelj viteškoga križa reda Franje Josipa koji mu je dodijelio car 1889. godine.
Schönthaler se obrazovao u Parizu i Beču.